# Maâssal
Le maâssal (en arabe : المعسّل ; lit. « mielleux ») est un plat sucré-salé qui trouve son origine dans les villes de Salé et de Rabat au Maroc. C'est un plat de viande d'agneau, particulièrement la partie du collier cuite avec du miel naturel, à la différence du mrouzia qui est originaire de la ville de Fès et qui se prépare avec des raisins secs et du ras el-hanout. La préparation du maâssal utilise du smen et plusieurs condiments dont les épices principales sont le safran, la cannelle, les clous de girofle et les boutons de rose séchés.
Le plat n'est servi que lorsque la cuisson de sa sauce devient onctueuse, il se présente saupoudré d'amandes frites. 
Le maâssal est un plat préparé le jour de l'Aïd al-Adha et conservé pour être mangé le jour de l'Achoura. Comme le dit l'adage, « le maâssal est toujours le dernier ».